# Іштван Ковач (арбітр)
Іштван Ковач (рум. István Kovács, угор. Kovács István, нар. 16 вересня 1984, Карей) — румунський футбольний арбітр.

## Кар'єра
У 2007 обслуговував матч за Суперкубок Румунії між двома столичними командами «Динамо» та «Рапід» 1:1 по пенальті 5:6. 
Арбітр ФІФА з 2010 року. 
16 жовтня 2012 у Ризі відсудив свій першим матч між національними збірними Латвії та Ліхтенштейну 2:0.
3 вересня 2014 у Києві судив товариський матч між національними збірними України та Молдови 1:0.
8 жовтня 2016 у Белфасті відсудив матч відбору до чемпіонату світу 2018 між національними збірними Північної Ірландії та Сан-Марино 4:0.
У 2022 році обраний арбітром на ЧС 2022 у Катарі.
У 2024 році обраний арбітром на Євро 2024 у Німеччині. 26 червня 2024 року під час матчу між збірними Чехії та Туреччини, Ковач показав рекордну кількість карток для чемпіонатів Європи — 16 жовтих і дві червоні. Він також побив рекорд турніру за найшвидшою червоною карткою, коли видалив чеського півзахисника Антоніна Барака на двадцятій хвилині матчу за другу жовту картку. Під час бійки між двома командами після матчу, Ковач видав червону картку чеському нападнику Томашу Хория.

## Матчі національних збірних
| Дата              | Збірні                            | Рахунок      | Турнір                           | ЖК | YK · YK · RK | RK |
| ----------------- | --------------------------------- | ------------ | -------------------------------- | -- | ------------ | -- |
| 16 жовтня 2012    | Латвія – Ліхтенштейн              | 2 – 0        | Кваліфікація ЧС 2014             | 5  | 1            | 0  |
| 3 вересня 2014    | Україна – Молдова                 | 1 – 0        | Товариський матч                 | 2  | 0            | 0  |
| 14 жовтня 2014    | Вірменія – Франція                | 0 – 3        | Товариський матч                 | 4  | 0            | 0  |
| 24 березня 2016   | Греція – Чорногорія               | 2 – 1        | Товариський матч                 | 7  | 0            | 0  |
| 8 жовтня 2016     | Північна Ірландія – Сан-Марино    | 4 – 0        | Кваліфікація ЧС 2018             | 3  | 1            | 1  |
| 9 червня 2017     | Латвія – Португалія               | 0 – 3        | Кваліфікація ЧС 2018             | 4  | 0            | 0  |
| 4 вересня 2017    | Словенія – Литва                  | 4 – 0        | Кваліфікація ЧС 2018             | 6  | 0            | 0  |
| 3 червня 2018     | Іспанія – Швейцарія               | 1 – 1        | Товариський матч                 | 2  | 0            | 0  |
| 6 вересня 2018    | Норвегія – Кіпр                   | 2 – 0        | Ліга націй 2018—2019             | 3  | 0            | 0  |
| 17 листопада 2018 | Туреччина – Швеція                | 0 – 1        | Ліга націй 2018—2019             | 3  | 0            | 0  |
| 25 березня 2019   | Франція – Ісландія                | 4 – 0        | Кваліфікація ЧЄ 2020             | 2  | 0            | 0  |
| 8 червня 2019     | Хорватія – Уельс                  | 2 – 1        | Кваліфікація ЧЄ 2020             | 6  | 0            | 0  |
| 12 жовтня 2019    | Ліхтенштейн – Вірменія            | 1 – 1        | Кваліфікація ЧЄ 2020             | 4  | 0            | 0  |
| 8 вересня 2020    | Данія – Англія                    | 0 – 0        | Ліга націй 2020—2021             | 1  | 0            | 0  |
| 11 жовтня 2020    | Боснія і Герцеговина – Нідерланди | 0 – 0        | Ліга націй 2020—2021             | 3  | 0            | 0  |
| 15 листопада 2020 | Словаччина – Шотландія            | 1 – 0        | Ліга націй 2020—2021             | 8  | 0            | 0  |
| 28 березня 2021   | Україна – Фінляндія               | 1 – 1        | Кваліфікація ЧС 2022             | 5  | 0            | 1  |
| 19 січня 2023     | Ірак – Оман                       | 3 – 2 (д.ч.) | Кубок націй Перської затоки 2023 | 8  | 0            | 0  |
| 19 червня 2023    | Англія – Північна Македонія       | 7 – 0        | Кваліфікація Євро 2024           | 3  | 0            | 0  |
| 17 жовтня 2023    | Північна Ірландія – Словенія      | 0 – 1        | Кваліфікація Євро 2024           | 6  | 1            | 0  |
| 21 березня 2024   | Уельс – Фінляндія                 | 4 – 1        | Кваліфікація Євро 2024           | 7  | 0            | 0  |
| 20 червня 2024    | Словенія – Сербія                 | 1 – 1        | Чемпіонат Євро 2024              | 6  | 0            | 0  |
| 26 червня 2024    | Чехія – Туреччина                 | 1 – 2        | Чемпіонат Євро 2024              | 17 | 1            | 2  |
| 12 жовтня 2024    | Хорватія – Шотландія              | 2 – 1        | Ліга націй 2024—2025             | 4  | 0            | 0  |
| 13 березня 2025   | Словенія – Словаччина             | 1 – 0        | Ліга націй 2024—2025             | 8  | 0            | 0  |

## Особисте життя
Ковач – житель міста Клуж-Напока. Іштван має одночасно і румунський, і угорський паспорти. Його старший брат, Саболч – також є арбітром вищого дивізіону Румунії.